# Whitesville (Kentucky)
Whitesville – miasto w Stanach Zjednoczonych, w stanie Kentucky, w hrabstwie Daviess.